# Harrison Róchez
Harrison Dwith Róchez (Belize, 29 novembre 1983) è un calciatore beliziano, centrocampista del Police United e della Nazionale beliziana.

## Carriera

### Club
Nel 2003 ha giocato per l'Acros Brown Bombers, squadra militante nella seconda serie del Belize. Nel 2004 si è trasferito al Boca Independence. Nel 2005 è passato al New Site Erei. Nella stagione 2006-2007 ha militato in due diverse squadre: la prima parte della stagione nel Valley Pride, mentre la seconda parte al Wagiya. Nel 2007 si è trasferito in Honduras, al Deportes Savio, club in cui ha militato fino al 2009. Nel 2009 è passato al Platense. Nel 2010 si è trasferito al Necaxa, con cui ha giocato per una stagione e mezzo. Nel 2012 è stato acquistato dal Marathón. Nel 2013 è tornato in Belize, firmando un contratto con il Police United.

### Nazionale
Ha debuttato in Nazionale il 16 giugno 2004, nella gara di qualificazioni ai Mondiali 2006 Canada-Belize (4-0). Ha messo a segno la sua prima rete con la maglia della Nazionale il 6 febbraio 2008, in Belize-Saint Kitts e Nevis (3-1), siglando la rete del momentaneo 2-1 al minuto 23 del primo tempo. Ha partecipato, con la selezione beliziana, alla Gold Cup 2013. È sceso in campo, inoltre, nelle qualificazioni ai Mondiali 2006, 2010, 2014 e 2018, nelle qualificazioni alla Gold Cup 2005, 2007, 2009, 2013 e 2015, nelle qualificazioni alla Nations League 2019-2020.

## Statistiche

### Cronologia presenze e reti in nazionale
| Cronologia completa delle presenze e delle reti in nazionale ― Belize | Cronologia completa delle presenze e delle reti in nazionale ― Belize | Cronologia completa delle presenze e delle reti in nazionale ― Belize | Cronologia completa delle presenze e delle reti in nazionale ― Belize | Cronologia completa delle presenze e delle reti in nazionale ― Belize | Cronologia completa delle presenze e delle reti in nazionale ― Belize | Cronologia completa delle presenze e delle reti in nazionale ― Belize | Cronologia completa delle presenze e delle reti in nazionale ― Belize |
| Data                                                                  | Città                                                                 | In casa                                                               | Risultato                                                             | Ospiti                                                                | Competizione                                                          | Reti                                                                  | Note                                                                  |
| --------------------------------------------------------------------- | --------------------------------------------------------------------- | --------------------------------------------------------------------- | --------------------------------------------------------------------- | --------------------------------------------------------------------- | --------------------------------------------------------------------- | --------------------------------------------------------------------- | --------------------------------------------------------------------- |
| 16-6-2004                                                             | Kingston                                                              | Canada                                                                | 4 – 0                                                                 | Belize                                                                | Qual. Mondiali 2006                                                   | -                                                                     |                                                                       |
| 19-2-2005                                                             | Città del Guatemala                                                   | Guatemala                                                             | 2 – 0                                                                 | Belize                                                                | Qual. Gold Cup 2005                                                   | -                                                                     |                                                                       |
| 21-2-2005                                                             | Città del Guatemala                                                   | Belize                                                                | 4 – 0                                                                 | Honduras                                                              | Qual. Gold Cup 2005                                                   | -                                                                     |                                                                       |
| 23-2-2005                                                             | Città del Guatemala                                                   | Nicaragua                                                             | 1 – 0                                                                 | Belize                                                                | Qual. Gold Cup 2005                                                   | -                                                                     |                                                                       |
| 8-2-2007                                                              | San Salvador                                                          | El Salvador                                                           | 2 – 1                                                                 | Belize                                                                | Qual. Gold Cup 2007                                                   | -                                                                     | 59’                                                                   |
| 10-2-2007                                                             | San Salvador                                                          | Guatemala                                                             | 1 – 0                                                                 | Belize                                                                | Qual. Gold Cup 2007                                                   | -                                                                     | 46’                                                                   |
| 12-2-2007                                                             | San Salvador                                                          | Nicaragua                                                             | 4 – 2                                                                 | Belize                                                                | Qual. Gold Cup 2007                                                   | -                                                                     | 69’                                                                   |
| 6-2-2008                                                              | Città del Guatemala                                                   | Belize                                                                | 3 – 1                                                                 | Saint Kitts e Nevis                                                   | Qual. Mondiali 2010                                                   | 1                                                                     |                                                                       |
| 22-5-2008                                                             | San Pedro Sula                                                        | Honduras                                                              | 2 – 0                                                                 | Belize                                                                | Amichevole                                                            | -                                                                     | 46’                                                                   |
| 14-6-2008                                                             | Houston                                                               | Belize                                                                | 0 – 2                                                                 | Messico                                                               | Qual. Mondiali 2010                                                   | -                                                                     |                                                                       |
| 21-6-2008                                                             | Monterrey                                                             | Messico                                                               | 7 – 0                                                                 | Belize                                                                | Qual. Mondiali 2010                                                   | -                                                                     | 53’                                                                   |
| 22-1-2009                                                             | Tegucigalpa                                                           | Honduras                                                              | 2 – 1                                                                 | Belgio                                                                | Qual. Gold Cup 2009                                                   | -                                                                     | 32’                                                                   |
| 24-1-2009                                                             | Tegucigalpa                                                           | Belize                                                                | 1 – 4                                                                 | El Salvador                                                           | Qual. Gold Cup 2009                                                   | -                                                                     |                                                                       |
| 26-1-2009                                                             | Tegucigalpa                                                           | Nicaragua                                                             | 1 – 1                                                                 | Belize                                                                | Qual. Gold Cup 2009                                                   | -                                                                     |                                                                       |
| 10-9-2009                                                             | Belmopan                                                              | Belize                                                                | 0 – 0                                                                 | Trinidad e Tobago                                                     | Amichevole                                                            | -                                                                     |                                                                       |
| 9-10-2009                                                             | San José                                                              | Guatemala                                                             | 4 – 2                                                                 | Belize                                                                | Amichevole                                                            | 1                                                                     | 46’                                                                   |
| 15-6-2011                                                             | Couva                                                                 | Montserrat                                                            | 2 – 5                                                                 | Belize                                                                | Qual. Mondiali 2014                                                   | 1                                                                     | 82’                                                                   |
| 2-9-2011                                                              | St. George's                                                          | Grenada                                                               | 0 – 3                                                                 | Belize                                                                | Qual. Mondiali 2014                                                   | 1                                                                     |                                                                       |
| 6-9-2011                                                              | Belmopan                                                              | Belize                                                                | 1 – 2                                                                 | Guatemala                                                             | Qual. Mondiali 2014                                                   | -                                                                     |                                                                       |
| 7-10-2011                                                             | Belmopan                                                              | Belize                                                                | 1 – 4                                                                 | Grenada                                                               | Qual. Mondiali 2014                                                   | -                                                                     | 56’                                                                   |
| 11-10-2011                                                            | Città del Guatemala                                                   | Guatemala                                                             | 3 – 1                                                                 | Belize                                                                | Qual. Mondiali 2014                                                   | -                                                                     |                                                                       |
| 11-11-2011                                                            | Belmopan                                                              | Belize                                                                | 1 – 1                                                                 | Grenada                                                               | Qual. Mondiali 2014                                                   | -                                                                     | 86’                                                                   |
| 18-1-2013                                                             | San José                                                              | Costa Rica                                                            | 1 – 0                                                                 | Belize                                                                | Qual. Gold Cup 2013                                                   | -                                                                     | 60’                                                                   |
| 20-1-2013                                                             | San José                                                              | Belize                                                                | 0 – 0                                                                 | Guatemala                                                             | Qual. Gold Cup 2013                                                   | -                                                                     |                                                                       |
| 22-1-2013                                                             | San José                                                              | Nicaragua                                                             | 1 – 2                                                                 | Belize                                                                | Qual. Gold Cup 2013                                                   | -                                                                     | 68’                                                                   |
| 25-1-2013                                                             | San José                                                              | Honduras                                                              | 1 – 0                                                                 | Belize                                                                | Qual. Gold Cup 2013                                                   | -                                                                     |                                                                       |
| 27-1-2013                                                             | San José                                                              | El Salvador                                                           | 1 – 0                                                                 | Belize                                                                | Qual. Gold Cup 2013                                                   | -                                                                     |                                                                       |
| 23-3-2013                                                             | Belize                                                                | Belize                                                                | 0 – 0                                                                 | Trinidad e Tobago                                                     | Amichevole                                                            | -                                                                     |                                                                       |
| 11-6-2013                                                             | Antigua                                                               | Guatemala                                                             | 0 – 0                                                                 | Belize                                                                | Amichevole                                                            | -                                                                     | 62’                                                                   |
| 9-7-2013                                                              | Portland                                                              | Stati Uniti                                                           | 6 – 1                                                                 | Belize                                                                | Gold Cup 2013 - Gironi                                                | -                                                                     | 46’                                                                   |
| 13-7-2013                                                             | Sandy                                                                 | Costa Rica                                                            | 1 – 0                                                                 | Belize                                                                | Gold Cup 2013 - Gironi                                                | -                                                                     | 75’                                                                   |
| 3-9-2014                                                              | Washington                                                            | Honduras                                                              | 2 – 0                                                                 | Belize                                                                | Qual. Gold Cup 2015                                                   | -                                                                     | 70’                                                                   |
| 7-9-2014                                                              | Dallas                                                                | Guatemala                                                             | 2 – 1                                                                 | Belize                                                                | Qual. Gold Cup 2015                                                   | -                                                                     | 73’                                                                   |
| 25-3-2015                                                             | Belmopan                                                              | Belize                                                                | 0 – 0                                                                 | Isole Cayman                                                          | Qual. Mondiali 2018                                                   | -                                                                     |                                                                       |
| 29-3-2015                                                             | George Town                                                           | Isole Cayman                                                          | 1 – 1                                                                 | Marocco                                                               | Qual. Mondiali 2018                                                   | -                                                                     | 63’                                                                   |
| 11-6-2015                                                             | Santo Domingo                                                         | Rep. Dominicana                                                       | 1 – 2                                                                 | Belize                                                                | Qual. Mondiali 2018                                                   | -                                                                     | 53’                                                                   |
| 14-6-2015                                                             | Belmopan                                                              | Belize                                                                | 3 – 0                                                                 | Rep. Dominicana                                                       | Qual. Mondiali 2018                                                   | 1                                                                     | 49’                                                                   |
| 4-9-2015                                                              | Toronto                                                               | Canada                                                                | 3 – 0                                                                 | Belize                                                                | Qual. Mondiali 2018                                                   | -                                                                     | 73’                                                                   |
| 8-9-2015                                                              | Belmopan                                                              | Belize                                                                | 1 – 1                                                                 | Canada                                                                | Qual. Mondiali 2018                                                   | -                                                                     | 67’                                                                   |
| 23-3-2019                                                             | Leonora                                                               | Guyana                                                                | 2 – 1                                                                 | Belize                                                                | Qual. Nations League 2019-2020                                        | -                                                                     | 69’ 86’                                                               |
| Totale                                                                |                                                                       | Presenze                                                              | 40                                                                    |                                                                       | Reti                                                                  | 5                                                                     |                                                                       |